# Epicauta
Epicauta is een geslacht van kevers uit de familie oliekevers (Meloidae).
Het geslacht is voor het eerst wetenschappelijk beschreven in 1834 door Dejean.

## Soorten
Het geslacht omvat de volgende soorten:
- Epicauta abadona Skinner, 1904
- Epicauta abeona Pinto, 1980
- Epicauta adspersa (Klug, 1825)
- Epicauta aemula (Fischer, 1827)
- Epicauta aethiops (Latreille, 1827)
- Epicauta afoveata Werner, 1949
- Epicauta alastor Skinner, 1904
- Epicauta albicincta (Haag-Rutenberg, 1880)
- Epicauta albida (Say, 1824)
- Epicauta albida (Say, 1824)
- Epicauta albolineata (Dugès, 1877)
- Epicauta albomarginata Mäklin, 1875
- Epicauta albovittata Gestro, 1878
- Epicauta alphonsii Horn, 1874
- Epicauta alpina Werner, 1944
- Epicauta ambusta (Pallas, 1781)
- Epicauta andersoni Werner, 1944
- Epicauta annulicornis Chevrolat, 1877
- Epicauta anthracina (Erichson, 1848)
- Epicauta apache Pinto, 1980
- Epicauta apicalis Dugès, 1889
- Epicauta apicipennis Tan, 1958
- Epicauta aptera Kaszab, 1952
- Epicauta apure Adams & Selander, 1979
- Epicauta aragua Adams & Selander, 1979
- Epicauta ardosia Fairmaire, 1896
- Epicauta arizonica Werner, 1944
- Epicauta aspera Werner, 1944
- Epicauta assamensis (Waterhouse, 1871)
- Epicauta assimilis (Haag-Rutenberg, 1880)
- Epicauta aterrima (Klug, 1825)
- Epicauta atkinsoni Kraatz, 1880
- Epicauta atomaria (Germar, 1821)
- Epicauta atrata (Fabricius, 1775)
- Epicauta atricolor Champion, 1892
- Epicauta atripilis Champion, 1892
- Epicauta atrivittata (LeConte, 1854)
- Epicauta atropos Pinto, 1991
- Epicauta audouini (Haag-Rutenberg, 1880)
- Epicauta auricomans Champion, 1892
- Epicauta badeni (Haag-Rutenberg, 1880)
- Epicauta balli Werner, 1945
- Epicauta basimacula (Haag-Rutenberg, 1880)
- Epicauta batesii Horn, 1875
- Epicauta beccarii (Haag-Rutenberg, 1880)
- Epicauta beckeri (Dugès, 1889)
- Epicauta bella Mäklin, 1875
- Epicauta bifovieceps Fairmaire, 1897
- Epicauta bimaculatithorax Pic, 1913
- Epicauta bisignata Mäklin, 1875
- Epicauta bispinosa Werner, 1949
- Epicauta bohemani Mäklin, 1875
- Epicauta borgmeieri Denier, 1935
- Epicauta borrei Dugès, 1881
- Epicauta bosqi Denier, 1935
- Epicauta brasilera Selander, 1981
- Epicauta brevipennis (Haag-Rutenberg, 1880)
- Epicauta brevitibialis Kaszab, 1952
- Epicauta bruchi Borchmann, 1930
- Epicauta brunnea Werner, 1944
- Epicauta brunneipennis (Haag-Rutenberg, 1880)
- Epicauta callosa LeConte, 1866
- Epicauta candidata Champion, 1892
- Epicauta canescens (Klug, 1835)
- Epicauta cardui (Dugès, 1869)
- Epicauta carmelita (Haag-Rutenberg, 1880)
- Epicauta castadiva Pinto, 1991
- Epicauta cavernosa Courbon, 1855
- Epicauta caviceps Horn, 1873
- Epicauta cazieri Dillon, 1952
- Epicauta centenaria Breyer y Trant, 1910
- Epicauta centralis Burmeister, 1881
- Epicauta cervina Mäklin, 1875
- Epicauta chalybea (Erichson, 1843)
- Epicauta cheni Tan, 1958
- Epicauta chinensis (Laporte, 1840)
- Epicauta cicatrix Werner, 1951
- Epicauta cinctipennis (Chevrolat, 1834)
- Epicauta cinerea (Fabricius, 1798)
- Epicauta cinerea Forster, 1771
- Epicauta cinereiventris Champion, 1892
- Epicauta cinereus (Forster, 1771)
- Epicauta clericalis (Berg, 1881)
- Epicauta cognata (Haag-Rutenberg, 1880)
- Epicauta compressicollis Champion, 1892
- Epicauta conferta (Say, 1824)
- Epicauta coromandelensis (Haag-Rutenberg, 1880)
- Epicauta corvina (LeConte, 1858)
- Epicauta corybantica Pinto, 1991
- Epicauta costata (LeConte, 1854)
- Epicauta costipennis Borchmann, 1930
- Epicauta courboni (Guérin-Ménéville, 1855)
- Epicauta crassitarsis Maydell, 1935
- Epicauta cribricollis Fairmaire, 1893
- Epicauta croceicincta Dugès, 1881
- Epicauta crucera Selander, 1981
- Epicauta cryptogramaca Yang & Ren, 2006
- Epicauta cupraeola (Dugès, 1869)
- Epicauta curticollis Borchmann, 1930
- Epicauta curvicornis (Haag-Rutenberg, 1880)
- Epicauta curvispina Kaszab, 1952
- Epicauta cyclops Fairmaire, 1891
- Epicauta dalihodi Dvorák, 1996
- Epicauta delicata Mathieu, 1983
- Epicauta desgodinsi Frivaldszky, 1892
- Epicauta diana Pinto, 1991
- Epicauta discolor (Haag-Rutenberg, 1880)
- Epicauta disparilis (Champion, 1892)
- Epicauta distorta (Champion, 1892)
- Epicauta diversicornis Haag-Rutenberg, 1880
- Epicauta diversipubescens Maydell, 1934
- Epicauta divisa (Haag-Rutenberg, 1880)
- Epicauta dohrni (Haag-Rutenberg, 1880)
- Epicauta dongolensis (Laporte de Castelnau in Brullé, 1840)
- Epicauta dubia (Fabricius, 1781)
- Epicauta dusaunlti (Dufour, 1821)
- Epicauta elegantula Péringuey, 1909
- Epicauta emarginata Champion, 1892
- Epicauta emmerichi Pic, 1934
- Epicauta ennsi Werner, 1957
- Epicauta enona Péringuey, 1899
- Epicauta ensiformis Werner, 1944
- Epicauta erythraea Pic, 1911
- Epicauta erythrocephala Pallas, 1776
- Epicauta evanescens Champion, 1892
- Epicauta excavata (Klug, 1825)
- Epicauta excavatifrons Maydell, 1934
- Epicauta excors (Fall, 1909)
- Epicauta fabricii (LeConte, 1853)
- Epicauta fallax Horn, 1885
- Epicauta fasciceps Walker, 1871
- Epicauta femoralis (Erichson, 1834)
- Epicauta ferruginea Say, 1824
- Epicauta fissilabris (LeConte in Agassiz, 1850)
- Epicauta flabellicornis (Germar, 1817)
- Epicauta flagellaria (Erichson, 1848)
- Epicauta flavocinereus (Blatchley, 1910)
- Epicauta flavogrisea (Haag-Rutenberg, 1880)
- Epicauta flobcina Pinto, 1991
- Epicauta floridensis Werner, 1944
- Epicauta floydwerneri Martínez, 1955
- Epicauta forticornis Haag-Rutenberg, 1880
- Epicauta fortis Werner, 1944
- Epicauta franciscana Denier, 1935
- Epicauta fuliginosa (Olivier, 1795)
- Epicauta fulviceps Mäklin, 1875
- Epicauta fulvipes (Klug, 1825)
- Epicauta fumosa (Germar, 1824)
- Epicauta fumosa Haag-Rutenberg, 1880
- Epicauta funebris Horn, 1873
- Epicauta funesta (Chevrolat, 1834)
- Epicauta gissleri (Horn, 1878)
- Epicauta gorhami (Marseul, 1873)
- Epicauta grammica (Fischer, 1827)
- Epicauta grandiceps (Haag-Rutenberg, 1880)
- Epicauta griseonigra Fairmaire, 1873
- Epicauta griseovittata Haag-Rutenberg, 1880
- Epicauta haagi F. Bates, 1875
- Epicauta haematoccphala (Haag-Rutenberg, 1880)
- Epicauta haroldi (Haag-Rutenberg, 1880)
- Epicauta heterodera Horn, 1891
- Epicauta hieroglyphica (Haag-Rutenberg, 1880)
- Epicauta himalayica Kaszab, 1960
- Epicauta hirsutipubescens (Maydell, 1934)
- Epicauta hirticornis (Haag-Rutenberg, 1880)
- Epicauta hirtipes (Waterhouse, 1871)
- Epicauta horaki Dvorák, 1996
- Epicauta horni Champion, 1892
- Epicauta hubbelli Werner, 1973
- Epicauta humeralis (Dugès, 1889)
- Epicauta hydrocephala Fairmaire, 1893
- Epicauta hypoleuca (Klug, 1825)
- Epicauta immaculata (Say, 1824)
- Epicauta impressicornis (Pic, 1913)
- Epicauta impressifrons Van Dyke, 1928
- Epicauta incompleta Fairmaire, 1896
- Epicauta inconstans Fischer de Waldheim, 1827
- Epicauta indiana Kaszab, 1956
- Epicauta ingrata Fall, 1907
- Epicauta insignis Horn, 1885
- Epicauta insularis (Haag-Rutenberg, 1880)
- Epicauta intermedia Haag-Rutenberg, 1880
- Epicauta interrupta (Fairmaire, 1889)
- Epicauta jeanneli Pic, 1913
- Epicauta jeffersi Pinto, 1980
- Epicauta jimenezi Dugès, 1889
- Epicauta jucunda Péringuey, 1888
- Epicauta kansana Werner, 1944
- Epicauta korytkowskii Kaszab, 1978
- Epicauta kraussi (Haag-Rutenberg, 1880)
- Epicauta kwangsiensis Tan, 1958
- Epicauta labialis (Dugès, 1881)
- Epicauta laevicollis Mäklin, 1875
- Epicauta laevicornis Werner, 1973
- Epicauta langei Borchmann, 1930
- Epicauta languida (Horn, 1895)
- Epicauta laticornis (Haag-Rutenberg, 1880)
- Epicauta latitarsis (Haag-Rutenberg, 1880)
- Epicauta lauta (Horn, 1885)
- Epicauta lemniscata (Fabricius, 1801)
- Epicauta leonensis Pic, 1913
- Epicauta leoni Dugès, 1889
- Epicauta leopardina (Haag-Rutenberg, 1880)
- Epicauta leucocoma Champion, 1892
- Epicauta levettei Casey, 1891
- Epicauta liebecki Werner, 1944
- Epicauta linearis (LeConte, 1858)
- Epicauta longicollis (LeConte, 1853)
- Epicauta luctitera (Fairmaire, 1873)
- Epicauta luteolineata Pic, 1933
- Epicauta maculata (Say, 1824)
- Epicauta maculifera (Maydell, 1934)
- Epicauta magnomaculata Martin, 1932
- Epicauta maklini (Haag-Rutenberg, 1880)
- Epicauta mandibularis Anand, 1977
- Epicauta mannerheimi (Mäklin, 1875)
- Epicauta manovana Pic, 1913
- Epicauta mashuna Péringuey, 1899
- Epicauta maura (LeConte, 1851)
- Epicauta megacephala (Champion, 1892)
- Epicauta megalocephala (Gebler, 1817)
- Epicauta melanocephala (Fabricius, 1801)
- Epicauta melanota (Mäklin, 1875)
- Epicauta merkeliana Horn, 1891
- Epicauta mesembryanthemi Péringuey, 1888
- Epicauta mima Péringuey, 1909
- Epicauta mimetica (Horn, 1875)
- Epicauta mimetica (Horn, 1875)
- Epicauta minutepunctata Borchmann, 1930
- Epicauta missionum (Berg, 1881)
- Epicauta modesta (Haag-Rutenberg, 1880)
- Epicauta moesta Péringuey, 1886
- Epicauta mojiangensis Tan Juanjie, 1993
- Epicauta monachica (Berg, 1883)
- Epicauta montana Anand, 1977
- Epicauta montara Ballmer, 1979
- Epicauta murina (LeConte, 1853)
- Epicauta nattereri (Haag-Rutenberg, 1880)
- Epicauta neglecta (Haag-Rutenberg, 1880)
- Epicauta nepalensis (Hope in Gray, 1831)
- Epicauta nigra Dugés, 1870
- Epicauta nigrans (Mäklin, 1875)
- Epicauta nigripes Borchmann, 1930
- Epicauta nigritarsis (LeConte, 1853)
- Epicauta nigromarginata (Mäklin, 1875)
- Epicauta nigropunctata (Blanchard, 1843)
- Epicauta niveolineata (Haag-Rutenberg, 1880)
- Epicauta normalis Werner, 1944
- Epicauta notaticollis Péringuey, 1888
- Epicauta nyassensis (Haag-Rutenberg, 1880)
- Epicauta obesa (Chevrolat, 1835)
- Epicauta oblita (LeConte, 1851)
- Epicauta obscureovittata Wellman, 1910
- Epicauta obscuricornis Chevrolet, 1877
- Epicauta obscurocephala Reitter, 1905
- Epicauta occidentalis Werner, 1944
- Epicauta ocellata Dugés, 1869
- Epicauta ochrea (LeConte, 1853)
- Epicauta oculata (Fabricius, 1792)
- Epicauta optata Péringuey, 1892
- Epicauta oregona Horn, 1875
- Epicauta ovampoa Péringuey, 1899
- Epicauta palpalis Kaszab, 1981
- Epicauta pardalis (LeConte, 1866)
- Epicauta parkeri Werner, 1944
- Epicauta parvulus (Haldeman, 1854)
- Epicauta pedalis (LeConte, 1866)
- Epicauta pensylvanica (De Geer, 1775)
- Epicauta philaemata (Klug, 1825)
- Epicauta phoenix Werner, 1944
- Epicauta picitarsis Fairmaire, 1885
- Epicauta picta (Laporte, 1840)
- Epicauta pilsbryi Skinner, 1906
- Epicauta platycera Fairmaire, 1876
- Epicauta pleuralis Fairmaire
- Epicauta pluvialis Borchmann, 1930
- Epicauta polingi Werner, 1944
- Epicauta politicollis Fairmaire, 1893
- Epicauta probsti Dvorák, 1996
- Epicauta prolifica Wellman, 1909
- Epicauta promerotricha Dvorák, 1996
- Epicauta proscripta Pinto, 1980
- Epicauta prosopidis Werner, 1973
- Epicauta pruinosa LeConte, 1866
- Epicauta punctata (Pallas, 1781)
- Epicauta puncticollis Mannerheim, 1843
- Epicauta punctipennis Werner, 1944
- Epicauta punctum Dugés, 1869
- Epicauta punjabensis Saha, 1979
- Epicauta purpurea (Horn, 1885)
- Epicauta purpureiceps (Berg, 1889)
- Epicauta quadraticollis Fairmaire, 1891
- Epicauta rehni Maydell, 1934
- Epicauta reini (Kiesenwetter, 1879)
- Epicauta rileyi Horn, 1874
- Epicauta rubriceps (Blanchard, 1843)
- Epicauta rubriceps L. Redtenbacher, 1844
- Epicauta rubricollis (Reiche in Ferret & Galin, 1850)
- Epicauta ruficeps (Illiger in Wiedemeyer, 1800)
- Epicauta rufidorsum (Goeze, 1777)
- Epicauta rufifrons Fåhraeus, 1870
- Epicauta rufipedes Dugés, 1870
- Epicauta rufipennis (Chevrolet, 1834)
- Epicauta rufoscutellaris Pic, 1913
- Epicauta rugicollis (Fairmaire, 1887)
- Epicauta ruidosana Fall, 1907
- Epicauta rutilifrons Borchmann, 1930
- Epicauta sanctoruensis Zaragoza-Caballero & Velasco-de Leon, 2003
- Epicauta sanguiniceps (Fairmaire, 1885)
- Epicauta sanguinicollis (LeConte, 1853)
- Epicauta sanguinithorax Haag-Rutenberg, 1880
- Epicauta schneideri Dvorák, 1996
- Epicauta segmenta (Say, 1823)
- Epicauta seminitida Wellman, 1910
- Epicauta semitestacea Fairmaire, 1896
- Epicauta semivittata Fairmaire, 1875
- Epicauta senilis Werner, 1949
- Epicauta seriata Ren & Yang, 2007
- Epicauta sericans LeConte, 1866
- Epicauta sharpi Marseul, 1875
- Epicauta sibirica (Pallas, 1773)
- Epicauta singularis Champion, 1892
- Epicauta sparsicapilla Yang & Ren, 2007
- Epicauta spilotella Péringuey, 1904
- Epicauta spinicornis Pic, 1911
- Epicauta spurcaticollis Fairmaire, 1883
- Epicauta stigmata Dugès, 1869
- Epicauta straba Horn, 1891
- Epicauta strangulata (Gerstaecker, 1854)
- Epicauta strigata (Gyllenhal in Schoenherr, 1817)
- Epicauta strigida Marseul, 1879
- Epicauta strigosa (Gyllenhal in Schoenherr, 1817)
- Epicauta stuarti LeConte, 1868
- Epicauta subatra Dugés, 1889
- Epicauta subglabra (Fall, 1922)
- Epicauta sublineata (LeConte, 1854)
- Epicauta subrubra Dugés, 1886
- Epicauta subvittata (Erichson, 1848)
- Epicauta sulcicollis Mäklin, 1875
- Epicauta suturalis (Germar, 1821)
- Epicauta talpa Haag-Rutenberg, 1880
- Epicauta tamara Adams & Selander, 1979
- Epicauta tarasca Pinto, 1991
- Epicauta temexa Adams & Selander, 1979
- Epicauta tenebrosa Werner, 1949
- Epicauta tenella (LeConte, 1858)
- Epicauta tenuicollis (Pallas, 1782)
- Epicauta tenuicornis (Champion, 1892)
- Epicauta tenuilineata (Horn, 1894)
- Epicauta tenuis (LeConte, 1853)
- Epicauta teresa Mathieu, 1983
- Epicauta terminata Dugés, 1869
- Epicauta testaceipes Fairmaire in Révoil, 1882
- Epicauta tetragramma Haag-Rutenberg, 1880
- Epicauta texana Werner, 1944
- Epicauta textilis (Haag-Rutenberg, 1880)
- Epicauta thailandica Dvorák, 1996
- Epicauta thoracica (Erichson, 1843)
- Epicauta tibialis (Waterhouse, 1871)
- Epicauta tomentosa Mäklin, 1875
- Epicauta torsa (LeConte, 1853)
- Epicauta trichrus (Pallas, 1798)
- Epicauta tricostata (Werner, 1943)
- Epicauta tripartita Champion, 1892
- Epicauta unicalcarata Champion, 1892
- Epicauta uniforma Werner, 1944
- Epicauta unilineata Champion, 1891
- Epicauta valida (LeConte, 1853)
- Epicauta velata (Gerstaecker, 1854)
- Epicauta ventralis Werner, 1945
- Epicauta vicina Haag-Rutenberg, 1880
- Epicauta vidua (Klug, 1825)
- Epicauta villipes Haag-Rutenberg, 1880
- Epicauta virgulata (LeConte, 1866)
- Epicauta viridipennis Burmeister, 1865
- Epicauta vittata (Fabricius, 1775)
- Epicauta vitticollis (Haag-Rutenberg, 1880)
- Epicauta vittulata Borehmann, 1917
- Epicauta waterhousei (Haag-Rutenberg, 1880)
- Epicauta weixiensis Tan, 1992
- Epicauta wellmani Kaszab, 1956
- Epicauta westermanni Mäklin, 1875
- Epicauta wheeleri Horn, 1873
- Epicauta wittmeri Kaszab, 1978
- Epicauta xanthocephala (Klug, 1825)
- Epicauta xantusi Kaszab, 1952
- Epicauta yungana Denier, 1935
- Epicauta zebra (Dohrn, 1876)